# Willie Williams (baloncestista)
Willie Earl Williams (Miami, Florida, 28 de julio de 1946) es un exjugador de baloncesto estadounidense que disputó una temporada en la NBA. Con 2,01 metros de estatura, jugaba en la posición de alero.

## Trayectoria deportiva

### Universidad
Tras pasar dos años en el Community College de Miami-Dade, jugó dos temporadas con los Seminoles de la Universidad Estatal de Florida, en las que promedió 12,3 puntos y 10,3 rebotes por partido.

### Profesional
Fue elegido en la trigésimo octava posición del Draft de la NBA de 1970 por Boston Celtics, con los que jugó 16 partidos, en los que apenas promedió 0,9 puntos.
Tras ser despedido en el mes de enero, fichó por los Cincinnati Royals, donde tampoco tuvo suerte, siendo alineado en 9 partidos, logrando 8 puntos en total.

## Estadísticas de su carrera en la NBA

### Temporada regular
| Temporada | Edad | Equipo            | Liga | P  | TIT | MIN | TC  | TCA | %TC  | 3P | 3PA | %3P | TL  | TLA | %TL  | R.OF. | R.DEF. | REB | ASIS | ROB | TAP | PER | FP  | PTS |
| 1970-71   | 24   | TOTAL             | NBA  | 25 |     | 4.2 | 0.4 | 1.7 | .238 |    |     |     | 0.1 | 0.2 | .600 |       |        | 0.9 | 0.3  |     |     |     | 0.6 | 0.9 |
| 1970-71   | 24   | Boston Celtics    | NBA  | 16 |     | 3.5 | 0.4 | 2.0 | .188 |    |     |     | 0.2 | 0.3 | .600 |       |        | 0.6 | 0.1  |     |     |     | 0.5 | 0.9 |
| 1970-71   | 24   | Cincinnati Royals | NBA  | 9  |     | 5.4 | 0.4 | 1.1 | .400 |    |     |     | 0.0 | 0.0 |      |       |        | 1.4 | 0.7  |     |     |     | 0.7 | 0.9 |
| Total     |      |                   | NBA  | 25 |     | 4.2 | 0.4 | 1.7 | .238 |    |     |     | 0.1 | 0.2 | .600 |       |        | 0.9 | 0.3  |     |     |     | 0.6 | 0.9 |